# Sebastiania riparia
Sebastiania riparia là một loài thực vật có hoa trong họ Đại kích. Loài này được Schrad. miêu tả khoa học đầu tiên năm 1821.